# Pirenzepina
La pirenzepina es un medicamento conocido como antagonista muscarínico, es decir, compite por el receptor celular del neurotransmisor acetilcolina en el sistema nervioso parasimpático. En el sistema digestivo, la pirenzepina resulta en una reducción de los espasmos musculares, una disminución en la motilidad gástrica y en la digestión, por lo que es usado en el tratamiento de las úlceras pépticas. No tiene efectos en el cerebro ni la médula espinal debido a que no puede cruzar la barrera hematoencefálica. Se ha investigado el uso de la pirenzepina para el control de la miopía con resultados evidenciando efectividad y pocos efectos secundarios.